# Lucienne Prins
Pour les articles homonymes, voir Prins.
Lucienne Prins, aussi appelée Pauline Prins, née le 1er juin 1845 à Paris et morte le 24 décembre 1915 à Paris 2e, est une militante républicaine qui fut communarde pendant la Commune de Paris en 1871. Elle est une amie proche d'André Léo et la sœur de l'artiste Pierre Prins.

## Biographie

### Enfance et engagement internationaliste
Lucienne Prins est née dans une famille de fabricants et marchands de parapluies, ombrelles, cannes, fouets, cravaches, couteaux, stylets et épée dans le Marais, au No 19 rue de Montmorency. En 1851, elle se retrouve orpheline de père, ce dernier ayant disparu lors d'un  voyage d'affaires au Brésil. 
En 1861, sa mère meurt. La même année, Lucienne Prins, amie de Suzanne Manet, présente son frère aîné Pierre à Manet. 
En 1869, elle reprend avec son frère aîné l'entreprise familiale qu'ils rachètent aux grands-parents Bourgeois.
Elle devient l'amie d'André Léo et membre de l’Internationale.

### Communarde
Au cours de la Commune de Paris, elle est infirmière aux forts d'Issy et d'Ivry. Passionnée par l'enseignement des filles, elle participe le 12 mai 1871 à la réouverture de l’École gratuite de dessin pour les demoiselles de la rue Dupuytren, qui deviendra par la suite l'École nationale supérieure des arts décoratifs,.
Après l’échec de la Commune, elle change de prénom pour Pauline ce qui lui permet d'affirmer avoir une sœur et gêne toute enquête sur elle. Elle aide plusieurs communards à quitter Paris, notamment grâce au peintre suisse Gustave Jeanneret,. 
Elle cache André Léo le 23 mai 1871, en attendant que celle-ci puisse rejoindre la Suisse en juillet,. Adhémar Schwitzguébel fournit les faux-papiers d'André Léo chez Lucienne Prins. André Léo confiera son école à Lucienne Prins avant de partir,. Celle-ci rétablit le contact entre André Léo et Benoît Malon, son compagnon, qui s’étaient perdu lors de la semaine sanglante. 

### Vie après la Commune
André Léo et Lucienne Prins continuent de s’écrire jusqu’en 1876.
En 1904, Lucienne Prins s'occupe toujours de son magasin de cannes et parapluies, désormais situé passage Choiseul. Elle meurt en 1915 à Paris.